# Heterosmilax gaudichaudiana
Heterosmilax gaudichaudiana là một loài thực vật có hoa trong họ Smilacaceae. Loài này được (Kunth) Maxim. miêu tả khoa học đầu tiên năm 1872.